# Zirndorf
Zirndorf – miasto powiatowe w Niemczech, w kraju związkowym Bawaria, w rejencji Środkowa Frankonia, w regionie Industrieregion Mittelfranken, siedziba powiatu Fürth. Leży w Okręgu Metropolitarnym Norymbergi, ok. 9 km na zachód od centrum Norymbergi, nad ujściem rzeki Bibert do Rednitz, przy drodze B8.

## Dzielnice
W skład miasta wchodzą następujące dzielnice: 
- Anwanden
- Banderbach
- Bronnamberg
- Leichendorf
- Lind
- Weiherhof
- Weinzierlein
- Wintersdorf

## Demografia
- 1840 2 668 mieszkańców
- 1871 2 939
- 1900 5 355
- 1925 7 190
- 1939 9 010
- 1950 12 489
- 1961 14 538
- 1970 16 567
- 1987 21 022
- 2003 25 421

## Współpraca
Miejscowości partnerskie:
- Bourganeuf, Francja
- Hroznětín, Czechy
- Koppl, Austria
- Wintersdorf – dzielnica Meuselwitz, Turyngia